# VIH/sida en Bután
El VIH/SIDA en Bután es una enfermedad relativamente rara entre su población. Sin embargo, se ha convertido en un problema de preocupación nacional desde el primer caso notificado en Bután en 1993. A pesar de los esfuerzos preventivos de educación y asesoramiento, el número de casos de VIH/sida denunciados ha aumentado desde principios de la década de 1990. Esto motivó mayores esfuerzos del gobierno para enfrentar la propagación de la enfermedad a través de la incorporación de la prevención de las enfermedades de transmisión sexual (ETS) y del VIH, la educación de base y la participación personal de la familia real de Bután en la persona de la Reina Madre Sangay Choden.

## Tasas y patrones de infección
En 2011, se notificaron 246 casos de VIH en Bután, lo que representa poco más del 0,03 % de la población. En julio de 2010 se detectaron un total de 217 casos, aunque fuentes del Ministerio de Salud indicaron que ONUSIDA estimó el número real en más de 500. Las tasas de infección se han mantenido modestas aunque están aumentando, siendo de 185 casos notificados, o el 0,026 % de la población, a principios de 2010. El Ministerio de Salud atribuyó el aumento de las cifras a la promiscuidad, el consumo de drogas y la prevalencia del VIH/sida en los países vecinos. : 4 En 2010, casi el 91 % de las infecciones por VIH entre los butaneses se atribuyeron a parejas múltiples y a la falta de uso de preservativos. Hasta 2010, Bután no había implementado ningún programa de distribución de agujas y jeringas. : 19 
Las personas que viven con el VIH/sida en Bután incluyen todos los grupos sociales, incluidos empleados públicos, empresarios, agricultores, soldados, monjes, trabajadores sexuales y amas de casa. En 2010, las amas de casa presentaron 61 de los 217 casos conocidos, mientras que las trabajadoras sexuales presentaron 10. En 2010, la mitad de las personas que presuntamente vivían con VIH/sida tenían entre 15 y 29 años. En Bután, las detecciones del VIH/sida se realizan principalmente mediante el rastreo de contactos y controles médicos rutinarios. Las zonas urbanas como Thimphu, donde hay bares, karaoke, discotecas y hoteles, muestran la mayor propensión a la propagación del VIH/sida. Kuensel, el periódico nacional de Bután, estimó que sólo en Timbu había unas 266 trabajadoras sexuales.
En 2010, 40 personas murieron por causas relacionadas con el VIH/SIDA y una se suicidó. : 6 

## Tratamiento
El tratamiento y el asesoramiento sobre el VIH/sida están disponibles exclusivamente en el marco del sistema de atención sanitaria universal de Bután. : 27 En 2010, de las 217 personas conocidas que vivían con VIH/sida, 46 estaban recibiendo tratamiento. Las cuestiones relacionadas con el tratamiento, el asesoramiento y el cumplimiento de las normas de conducta entre las personas con VIH se han convertido en un tema de debate público. A diferencia de la mayoría de sus vecinos, Bután nunca ha llevado a cabo ninguna vigilancia serológica o conductual de sus poblaciones en riesgo. : 35 
Las personas que viven con el VIH/sida en Bután son estigmatizadas socialmente y a menudo sufren discriminación, incluido el desheredamiento y el desempleo, porque se trata de una enfermedad de transmisión sexual. A pesar de la prevalencia de la promiscuidad en la sociedad butanesa, las personas infectadas a menudo permanecen en silencio por temor a la discriminación en una sociedad por lo demás conservadora. Tanto el Gobierno como los medios de comunicación de Bután han reconocido la necesidad de abordar el estigma social, que obstaculiza la prevención, educando y asesorando a la población general.
Lhak-sam, una organización no gubernamental, fue fundada en Thimphu en 2009 por butaneses con VIH para promover la educación y la prevención del VIH/sida. Un gran número de sus miembros están desempleados.

## Historia
Aunque no se registraron casos de síndrome de inmunodeficiencia adquirida (SIDA) hasta principios de la década de 1990, el Departamento de Salud Pública estableció un programa de concienciación pública en 1987. Con el estímulo de la OMS, se estableció un «laboratorio de referencia» en el Hospital General de Thimphu para realizar pruebas de detección del sida y delvirus de inmunodeficiencia humana (VIH) como medida de precaución. Para aumentar aún más la concienciación, en 1990 se enviaron representantes del Instituto Nacional de Salud Familiar a Bangladesh para recibir capacitación sobre concienciación y medidas de tratamiento del SIDA.
El primer caso de VIH/sida en Bután se detectó en 1993. En 1999, la Reina Madre Sangay Choden asumió el cargo de embajadora de Bután ante el UNFPA y ha sido la activista más visible de Bután en materia de educación pública sobre el VIH/sida. Ha realizado numerosas presentaciones en reuniones públicas, en escuelas, ante desertores escolares, en el ejército, en monasterios y en comunidades rurales. La Reina también es responsable de la celebración en Bután del Día Mundial del Sida.
El 24 de mayo de 2004, el Cuarto Druk Gyalpo, el Rey Jigme Singye Wangchuck, promulgó el Real Decreto sobre la Prevención del VIH. En él, hizo un llamamiento a los ciudadanos a participar en la prevención del VIH, respetando los derechos de quienes viven con el VIH/sida. En 2004, le siguió otro Real Edicto sobre el VIH/sida. Antes de ascender al trono, el futuro quinto Druk Gyalpo Jigme Khesar Namgyal Wangchuck abogó por la abstinencia rechazando las «actividades indeseables» y demostrando compasión hacia quienes vivían con la enfermedad.